# 존 콘시딘
존 콘시딘(John Considine, 1935년 1월 2일 ~ )은 미국의 배우, 작가, 텔레비전 배우이다.
로스앤젤레스에서 태어났다.

## 영화
- 지아 (1998년) - 브루스 역
- 틴셀타운 (1997년)
- 프리 윌리 2 (1995년)
- 결혼의 선물 (1994년)
- 로보캅 - TV 시리즈 (1994년)
- 자유의 투사 (1990년)
- 멸망의 창조 (1989년)
- 메이드 인 헤븐 (1987년)
- 헬 캠프 (1986년)
- 레인 시티 (1985년)
- 날 선택해요 (1984년)
- 인데인저드 스피시즈 (1982년)
- 전격 Z작전 (1982년)
- 달리는 사이먼 (1981년)
- 샤도우 박스 (1980년)
- 그레이트 볼카노 (1980년)
- 살인 연극 (1977년)
- 웰컴 투 LA (1976년)
- 버팔로 빌과 인디언들 (1976년)
- 캘리포니아 스플릿 (1974년)
- 닥터 데스: 시커 오브 소울 (1973년)
- 더 영 앤 더 레스트리스 (1973년)
- FBI (1965년)
- 최고의 이야기 (1965년)
- 전투 (1962년)
- 나의 세 아들 (1960년)